# Binsberg (Dietramszell)
Der Binsberg ist ein Hügel bei Kleineglsee, einem Gemeindeteil von Dietramszell im Landkreis Bad Tölz-Wolfratshausen.
Der höchste Punkt befindet sich an einem Waldrand und ist einfach über einen landwirtschaftlich genutzten Weg erreichbar.